# Hontianske Moravce
Hontianske Moravce jsou obec na Slovensku v okrese Krupina. Žije zde 781 obyvatel.
První písemná zmínka o obci pochází z roku 1245. V obci se nachází evangelický kostel z roku 1882 a klasicistní zámeček z první poloviny 19. století s anglickým parkem.
V obci se narodil Jaroslav Filip, slovenský hudebník, skladatel, humorista, dramaturg a herec. Pohřben je zde evangelický kněz Bohuslav Tablic, propagátor česko–slovenské sounáležitosti.